# 波音707
波音707是美國波音公司在1950年代研發的首款四引擎噴射式單走道客機，由波音367-80設計發展，載客量為140至189人，航程為2,500至5,750海里（4,630至10,650）。
707是波音的首款噴射機，採用後掠翼、引擎吊艙等新式設計。雖然707並非世上首款噴射客機，但其卻是第一款在商業市場取得重大成功的噴射民航機，並因此支配了1960至1970年代的民航市場，開啟了「噴射機時代」，使波音在冷戰時代超越道格拉斯公司，成為世界最大的民航飛機製造商之一，並在之後發展出各型號7×7噴射機，而727、737和757都是以707的機身為基礎。
707是發展自波音367-80，該原型機於1954年首飛。由於機身寬度不足無法滿足客戶需要，於是把367-80的機身擴寬至148英寸。707首個型號為707-120，採用普惠JT3C發動機，在1957年12月20日首飛，首個使用707的公司是泛美航空，於1958年10月26日投入服務。之後的衍生型號有機身縮短型-138、機身延長型-320、勞斯萊斯發動機型-420。在1960年代初，由於更具燃油效益的發動機出現，波音便把新製造的707更換為新式發動機，並在原有型號加上B字以作區別。
波音707在國內、國際、貨運航線和軍事上廣泛地使用。包括720在內，波音一共交付了1,010架波音707，而最後一架於1978年交付。波音共生產了超過800架軍用型號，而大多數國家的DC-8與B707都因為高耗油和重污染等問題於2000年左右宣布停飛。最後一家營運707客機的航空公司是伊朗薩哈航空，該航空公司下的707已於2013年停止客運服務，而民用貨物運輸也在2019年薩哈航空波音707航班事故後結束服務。目前只有少量軍用型號仍在服役。

## 發展

### 367-80

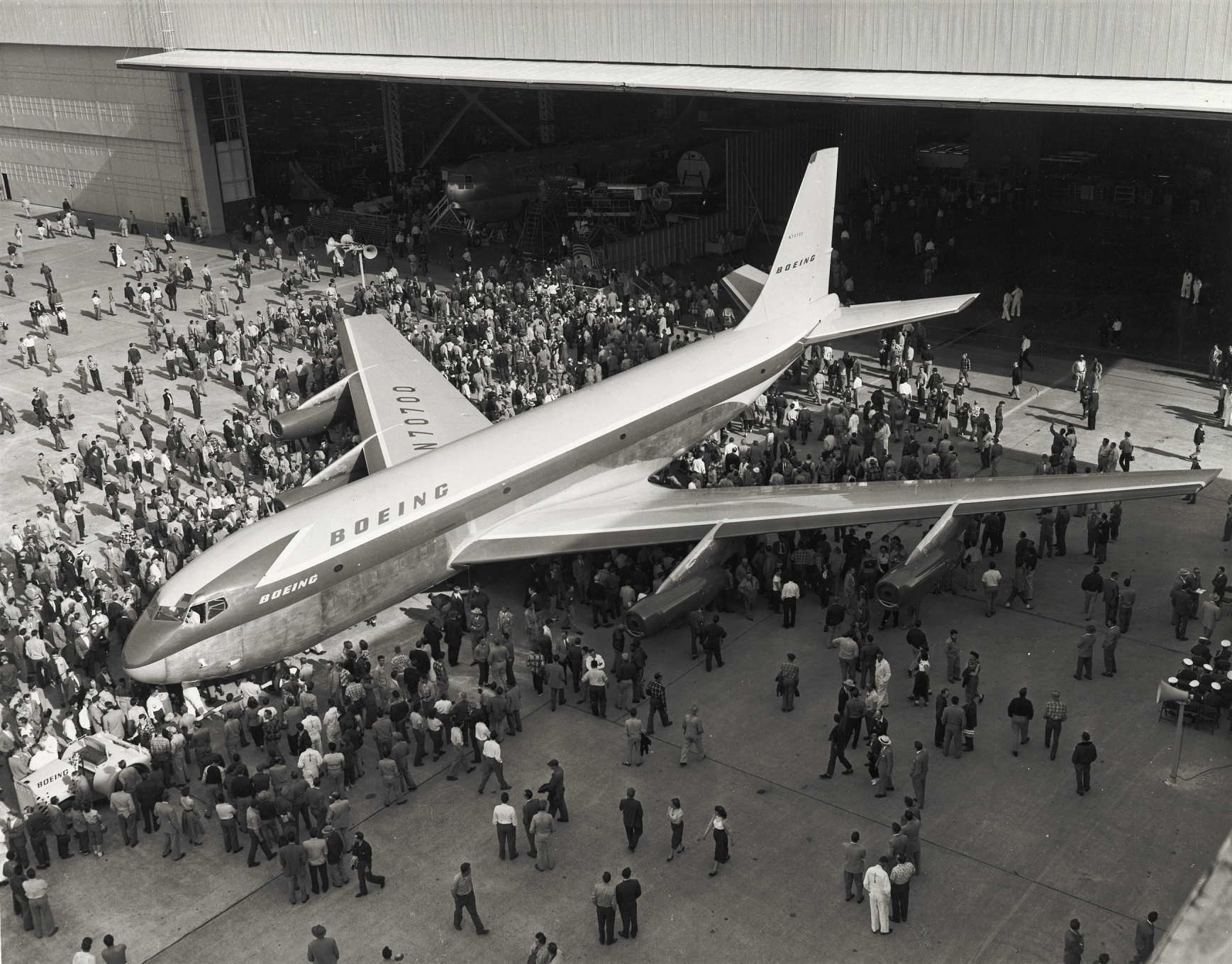
1954年5月出廠的波音367-80

第二次世界大戰期間，波音公司憑藉其研製的四發動機軍用飛機而聞名於世，其中B-17轟炸機和B-29超級堡壘轟炸機更分別生產出超過12,700架和2,750架。波音從中獲得巨大資本和先進的技術團隊，但波音在戰爭中是重型轟炸機的主要廠商，其它機種並不成功。二戰中大量堅實可靠的雙、四發動機運輸機為主打的道格拉斯在戰後藉由政府出清的軍事剩餘物資為基礎，成為各國民航機市場的首選機種。洛克希德則以洛克希德星座系列主打高速長途民航機，獲得市場熱烈迴響。
二戰後，波音獲得的軍需訂單減少，因此將營運資源在民航領域加碼。重回民航市場的波音推出的商品是以B-29轟炸機技術衍生發展的雙層長程客機：波音377同溫層巡航者，然而該架客機因技術過度複雜，最終只取得了56架訂單，並導致波音公司在該計畫中虧損1,500萬美元。不過當時波音藉由B-47轟炸機與B-52轟炸機等軍方訂單，使公司的工程科技在噴射時代仍位於各廠商的先驅。1950年代初，美國空軍大量普及空中加油技術，當時美國空軍決定採用的標準空中加油機是以B-29技術發展的KC-97空中加油機，美軍總計採購了800架以上的KC-97。但KC-97使用的是活塞引擎螺旋槳推進，在航速上難以配合噴射發動機動力的戰略轟炸機部隊，波音查覺到這個弱點，並判斷美軍有龐大的噴射動力空中加油機需求。於是波音工程團隊在1950年代初投入開發一款軍民通用運輸機，這款運輸機將使用噴射發動機，以解決KC-97低速度和飛行高度的限制。
波音測試了多個機翼和引擎設計後，在1952年正式展開新的噴射機計劃。波音認為沒有必要張揚這是全新設計，扮作只是波音367同溫層貨機的衍生型號，原型機亦因此命名為367-80，而機師和工程師則稱為「Dash 80」。波音367-80採用四具普惠JT3C發動機，每具推力達10,000磅力，採用翼挂引擎設計。波音367-80原型機在1954年5月出廠，為增加出場效果，波音把飛機塗成黃棕相間，這只是軍用型號的原機型，機身僅有幾個窗戶、兩個貨艙門，在7月15日首飛。6月美國空軍正公開招標，尋求加油機的設計提案，道格拉斯公司和洛克希德公司亦都有參與競標，而波音367-80則是波音的王牌，且已大致完成。最終空軍決定採用波音的加油機提案，命名為KC-135。波音公司希望以新的飛機名稱來區別以往的不同，鑑於400-、500-和600-已用在飛彈及其他產品上，於是決定接下來的噴射機採用700-系列作為行銷名稱。

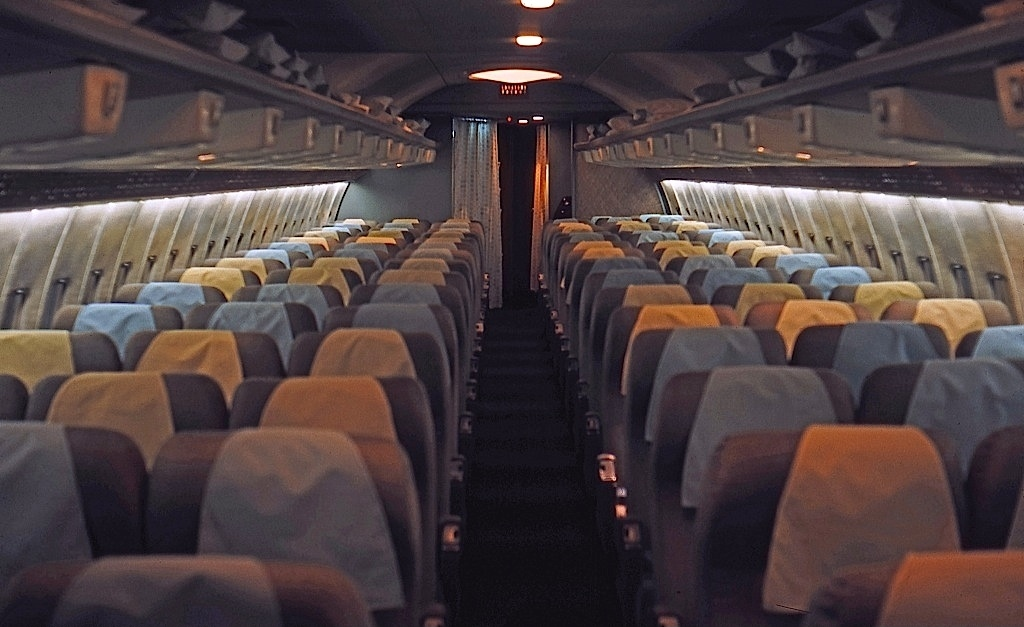
波音707增寬的機身可容納一排六座的座位布局，並獲日後的727、737和757所採用

當時道格拉斯公司亦研發一款規格接近的民航噴射機，名為DC-8。道格拉斯雖然沒有取得軍方訂單和資助，但憑著其過往成功的民航銷售經驗，知道美系航空公司愛好一排六座的客艙布局，因此DC-8的機身直徑設計為147英寸（3.73公尺），較「Dash 80」的132英寸（3.4公尺）直徑機身要大15英吋，並採用推力更大的普惠JT4發動機。15英寸的差別會使得Dash 80只能安排一排四座，大幅影響載客量。當時波音總裁比爾·艾倫面對機身直徑問題，美國空軍表示KC-135加油機的機身需比「Dash 80」的132英寸至少增寬8英寸，於是波音把KC-135和計劃中的波音707機身直徑增寬至可一排五座的144英吋（3.66公尺）。
1955年10月13日，泛美航空宣佈訂購20架707和25架DC-8，更向波音表示訂購707是因為其能更早投入服務，而這批707會被DC-8取代。10月25日，聯合航空宣佈訂購30架DC-8，明確指出因為DC-8的機身較寬。而美國航空總裁建議波音把機艙寬度擴展至與DC-8一樣，就會傾向購買波音707。波音公司一口答應把波音707的機身直徑從144英寸再次增寬4英寸至148英寸，比DC-8的147英寸多出1英寸並同樣可容納一排六座。於是美國航空決定購買30架波音707，及後更是取消了所有DC-8訂單。這項改動取得莫大成功，並成為以後727、737和757的標準直徑。

### 投產及營運

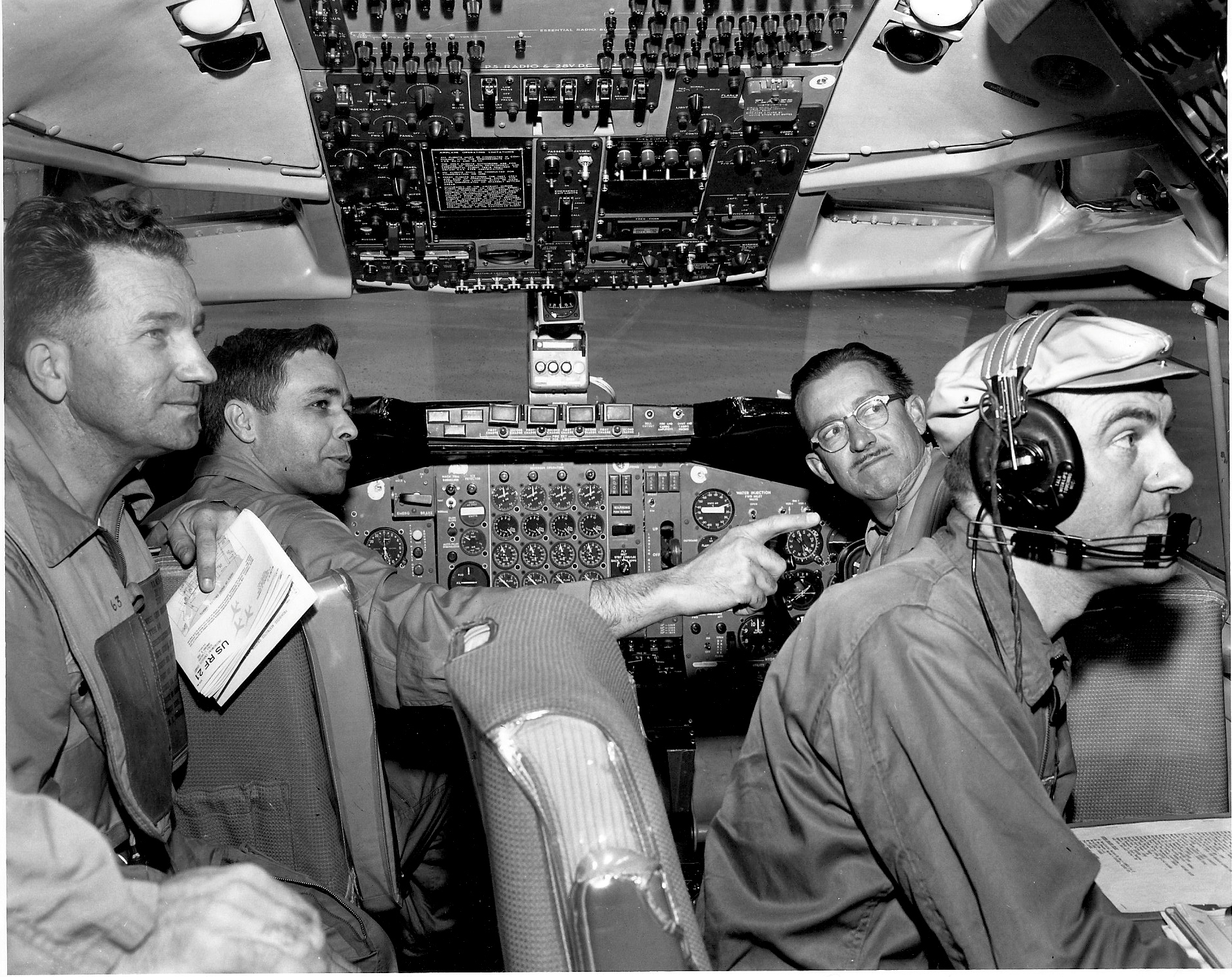
1958年4月15日，聯邦航空總署和波音試飛員一起進行波音707飛行測試

首架波音707在1957年10月28日出廠，註冊編號N708PA，12月20日首飛，並在1958年9月18日取得適航認證，首架在1958年10月16日交付給泛美航空。波音之後在量產型上作出修改，包括在早期-120和-320型號的機翼前緣的兩個引擎間裝上克魯格襟翼，避免發生在哈維蘭彗星型客機因於起飛期間過分仰轉而導致飛機衝出跑道的意外。
泛美航空是波音707最大營運商，共訂購126架波音707，首4架707都命名為「美國飛剪號」(Clipper America)。最初泛美的707都營運跨大西洋航線，包括巴黎、倫敦、羅馬等城市。一年後泛美接收首架波音707-321，將它用於三藩市－夏威夷－馬尼拉－卡拉奇－羅馬－安克拉治的環球航線。美國航空和澳洲航空在1959年接收首架波音707，而澳航共營運35架707。布蘭尼夫國際航空是唯一一家營運707-220的公司。比利時航空是歐洲最大的波音707營運商之一，共營運近40架，接收飛機後在1960年1月23日開通美國航線，比對手法國航空快一步。1980年代，美國空軍取得約250架二手707，為KC-135加油機提供零件。1990年代末，大部份波音707都退出客運服務，但仍有707貨機繼續服役。最後一家營運707客機是伊朗薩哈航空，共有兩架707-3J9C，並已於2013年退役。

## 設計

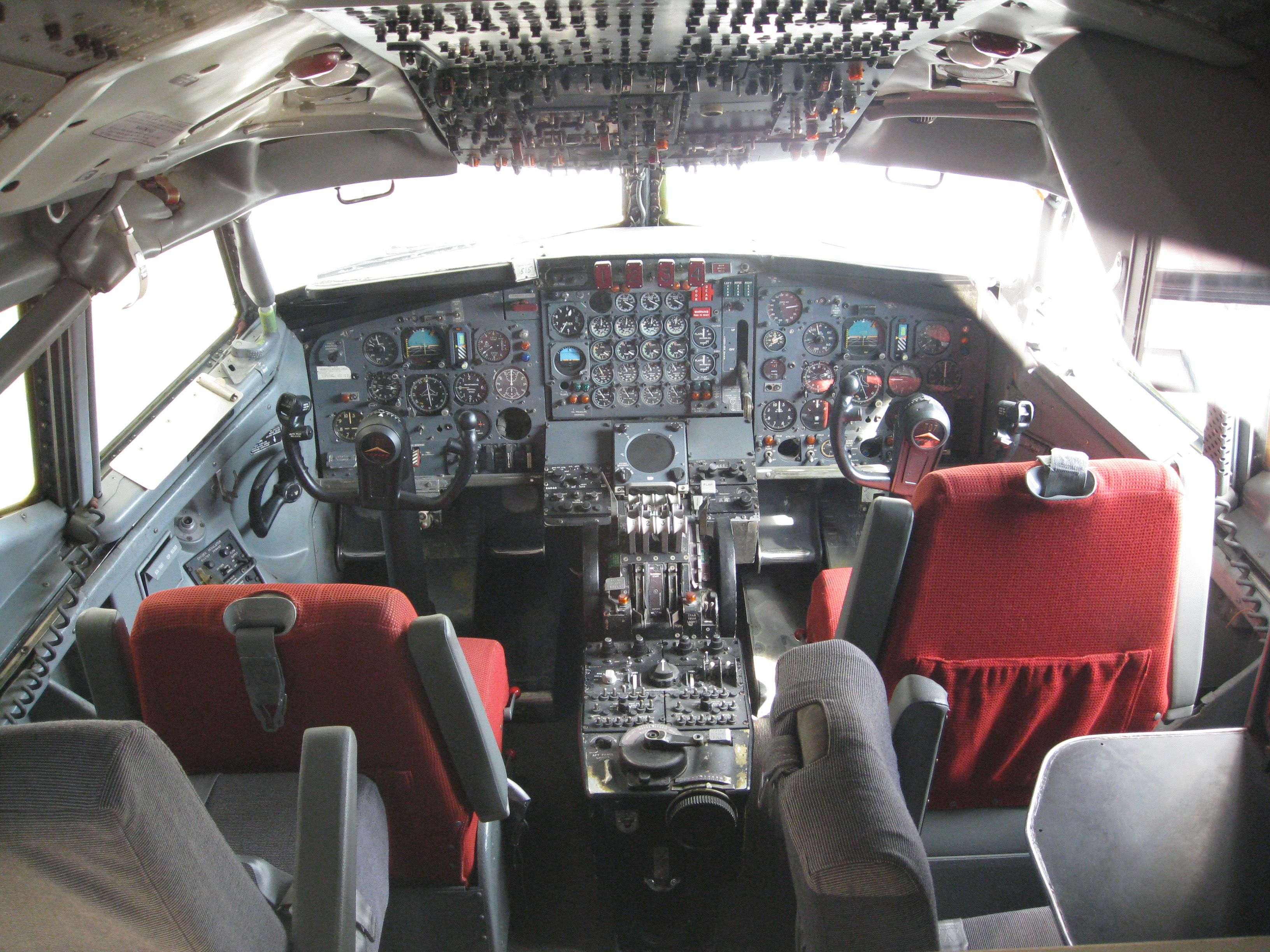
波音707-123B駕駛艙

### 機翼
波音707採用後掠角35度的後掠翼設計。與其它採用後掠翼設計飛機一樣，波音707會出現「荷蘭滾」情況，飛機在飛行期間出現不穩定的滾動。但波音在設計B-47轟炸機和B-52轟炸機對此現象有相當了解，並在B-47設計出偏航阻尼器，此系統後來亦安裝在707上。不過這套系統在當時屬於全新設計，過去慣習於駕駛螺旋槳直翼客機的飛行員曾出現不理解而做出錯誤操作的舉動。在一次客戶接收飛行測試期間，機師關閉了偏航阻尼器以熟識波音707飛行特性，其中一位機師加重了荷蘭滾情況，使飛機其中三具引擎脫落。該架原本交給布蘭尼夫國際航空的全新707-227（註冊編號N7071）在西雅圖以北的一河流附近墜毀，機上八人中有四人遇難。
由於707的荷蘭滾狀況較為嚴重，後來波音的測試飛行員泰克斯·約翰斯頓（Tex Johnston）向公司建議擴大707垂直尾翼面積，強化方向舵，並且加裝固定腹鰭增強飛機的穩定度，減輕荷蘭滾對飛機帶來的影響。

### 機身
波音707機身是由四個部份組成，分別是機鼻至首個機門、機身前半部至機翼後緣、機身後半部至後耐壓艙壁，最後是機尾。與以往型號不同的是，707採用內嵌式門而非傳統的門，這設計很快被其它飛機製造商仿效。以往飛機製造商會每排座位都配置一個窗口，但707則是確保每個機身骨架都有一個窗口，窗口雖然變小了，但乘客可享有多於一個窗口。飛機座位採用3+3布局，客艙座位間距為34英寸，而頭等艙則42英寸。

### 引擎

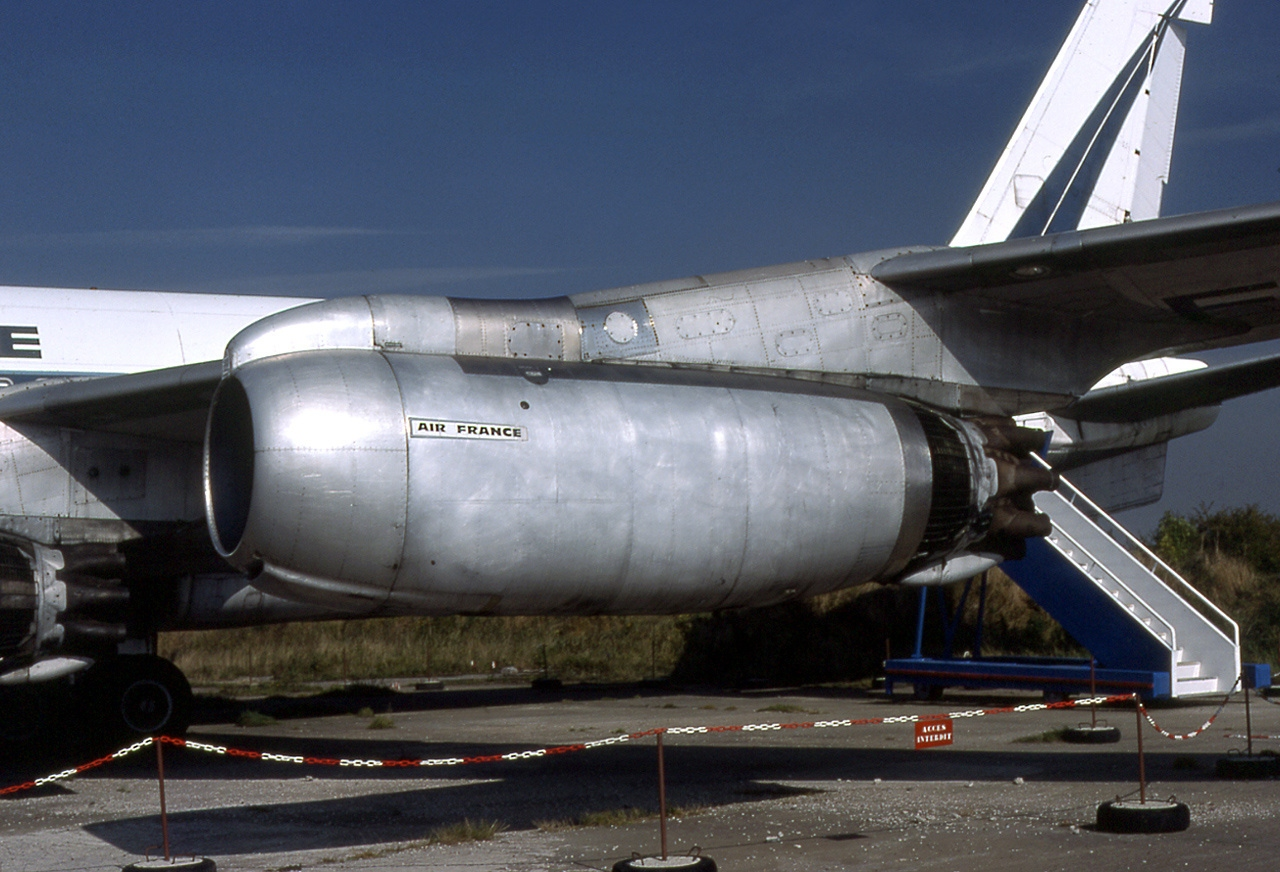
早期普惠JT4A渦輪噴射引擎
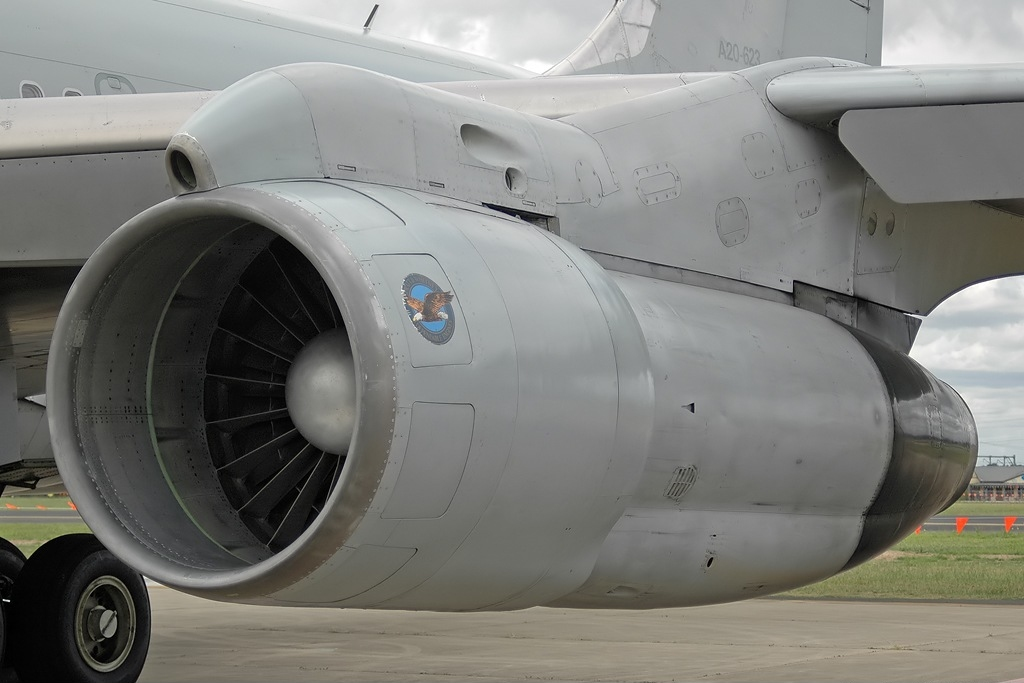
後期普惠JT3D渦輪風扇引擎

整個707系列共有四種發動機型號配置，分別為普惠JT3C、JT3D、JT4A和勞斯萊斯康威，此外測試型號及軍用版本亦分別裝上及換裝CFM56發動機。除CFM56外，這四款發動機外觀上極為相似，因此難以分辨其型號。除了1號發動機外，其餘三具均設有為客艙高壓排氣的壓縮機。
早期的707型號在起飛前需要注水，以提高起飛性能。起飛前把水氣注入引擎壓縮機使內裡氣溫下降，提高密度以便增加質量流量，允許燃燒更多燃料，提升發動機性能。每具發動機注入400加侖的水能增加約2,000磅力。
普惠公司與Seven Q Seven (SQS)和Omega Air的一項合作項目中選用JT8D-219引擎，替707更換新型號引擎，他們把改裝的707稱為707RE。諾斯洛普·格拉曼公司選用-219引擎，替美國空軍19架E-8指揮機更換引擎，提升燃油效益，增加E-8的飛行時間。

### 起落架
飛機鼻輪有兩個，主輪有兩組，每組四個，鼻輪的最大轉向為55度，起落架收回需時10秒。煞車系統由液壓操控，設有防滑系統，波音表示正常煞車功能相當於同時把432輪時速80公里的汽車煞停。

## 型號

### 707-020

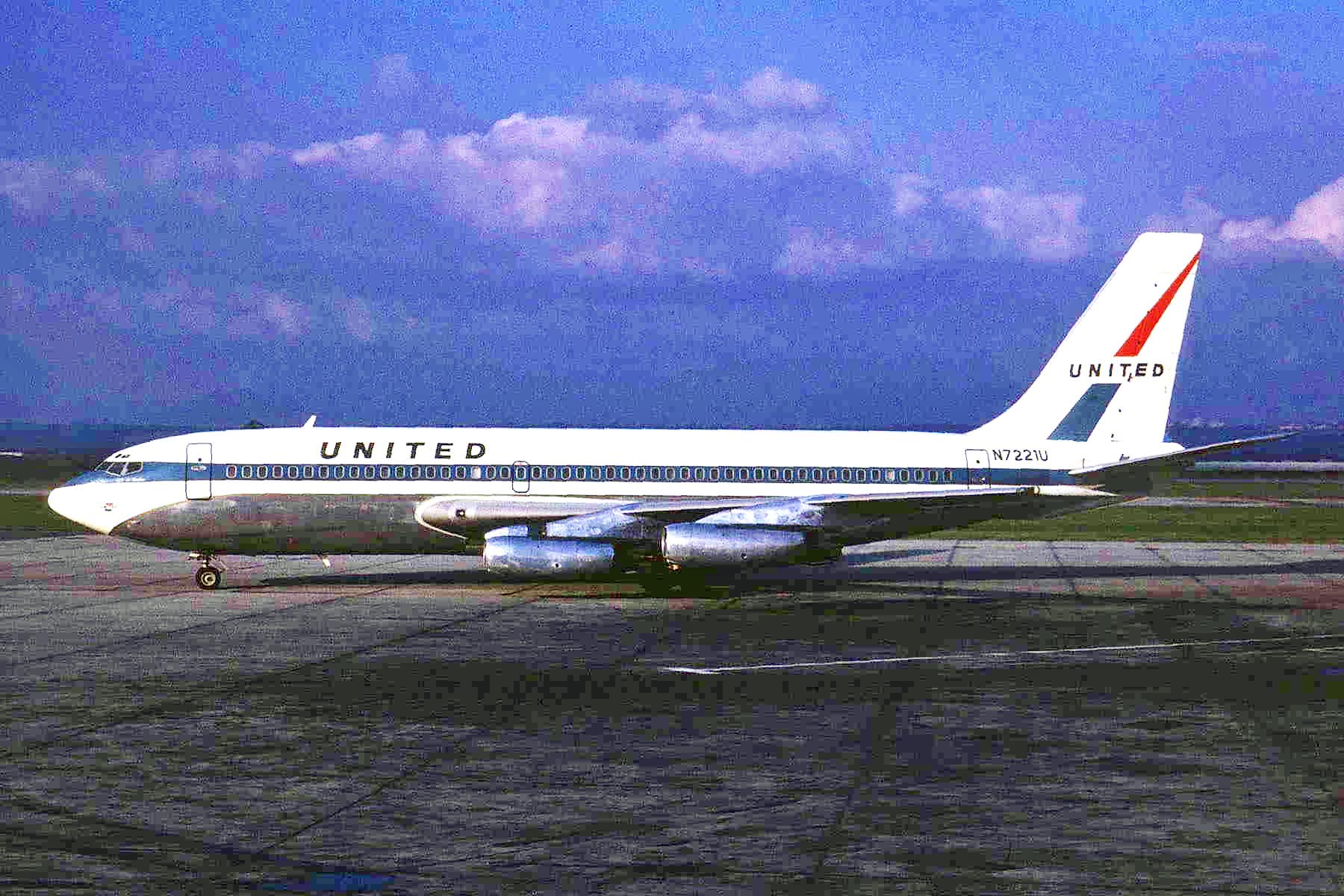
波音720是從707-120發展出來，機身長度比-120短，因此所需的跑道長度較短並適合用於中短途航線

1959年11月23日首飛，波音720最初設計名稱是波音707-020，從名稱邏輯可以推導是由707-120發展，它的機身長度比-120短9英尺（2.7公尺），適合在短距離跑道與短程航班上使用。為了避免之前拋棄707的聯合航空重新訂購而產生負面形象，才改稱為波音720。
與707-120相比，720可搭載131位乘客，營運航程2,800海浬。720系列後研發了720B，可搭載156名乘客，營運航程3,200海浬。至1967年停產時，波音只賣出154架720及720B，屬於707家族中市場反應普通的款式。

### 707-120

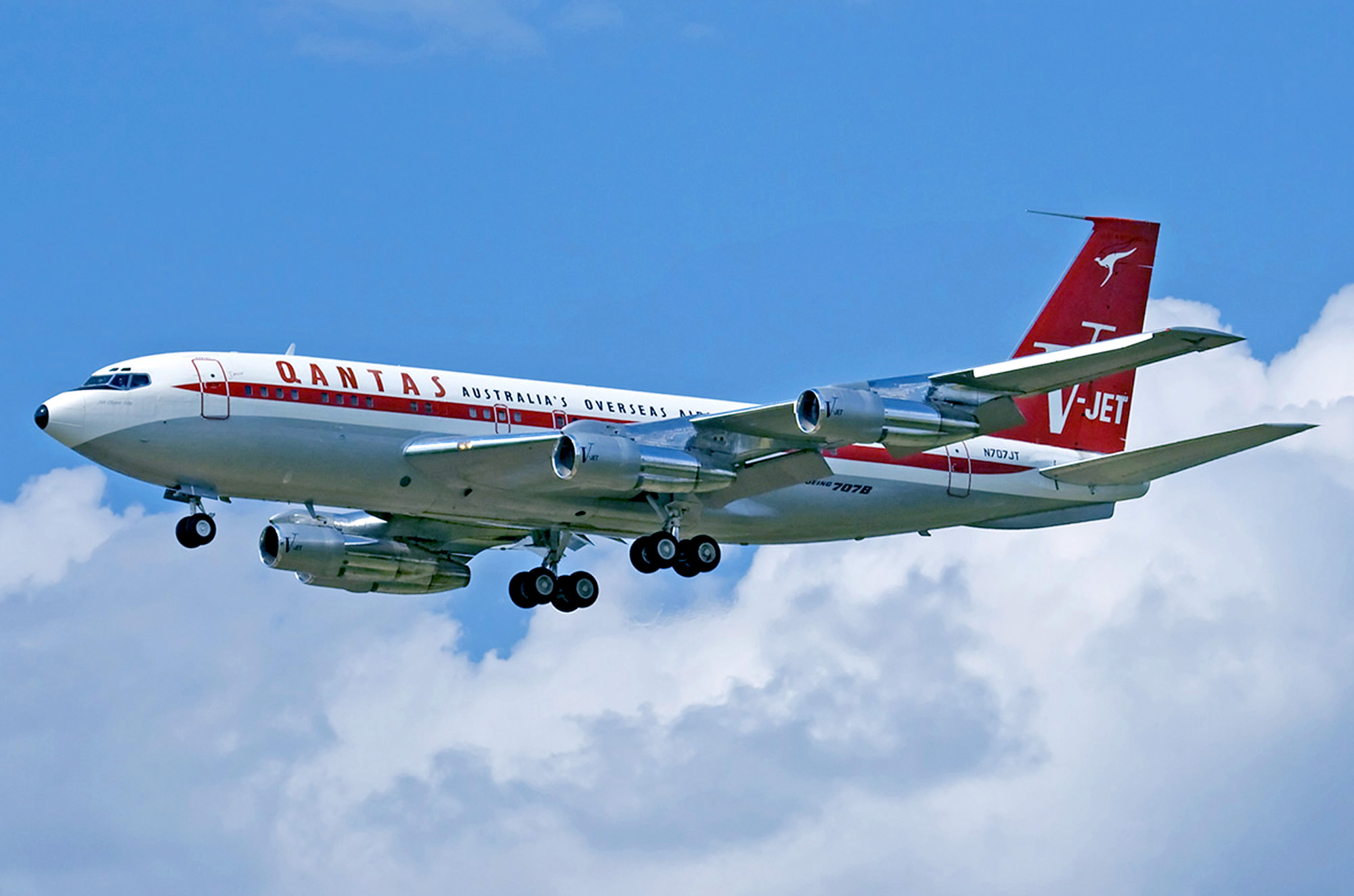
美國演員约翰·特拉沃尔塔曾經在電影中「擁有」的波音707-138B（註冊編號：N707JT），塗上該機於澳洲航空服役期間的塗裝

波音707-120是首款營運型號，機長、機寬、翼展均比367-80有所增加，最高可載179人，能執行跨洲國際航線業務。-120採用四具普惠JT3C-6引擎，每具推力達13,000磅力，最大起飛重量為247,000磅，於1957年12月20日首飛，首架交付給泛美航空，並在1958年10月26日首次執行商業航班 。-120型共生產了56架，最後一架在1960年5月交付給西方航空。
澳洲航空於1959年引進-120客機，成為首間非美國的航空公司使用707。由於澳航的波音客戶代碼是38，因此這型號稱為707-138，於1959年6月開始交付，共生產了7架。交付澳洲航空的波音707-138相比於標準版707-120減少六個機身骨架，使機長減少3米，但最大起飛重量不變，使航程有所增加。
波音707-120B採用更安靜、推力更高、更具效益的普惠JT3D-1發動機，每具推力達17,000磅力，或後來推力達18,000磅力的JT3D-3發動機。-120B採用經過修改與波音720相同的機翼，尾翼較-120型長。-120B共生產了72架，另有6架專給澳洲航空的707-138B。-120B於1960年6月22日首飛，而美國航空於1961年3月首次使用-120B載客；最後一架-120B於1969年4月交付給美國航空。

### 707-220

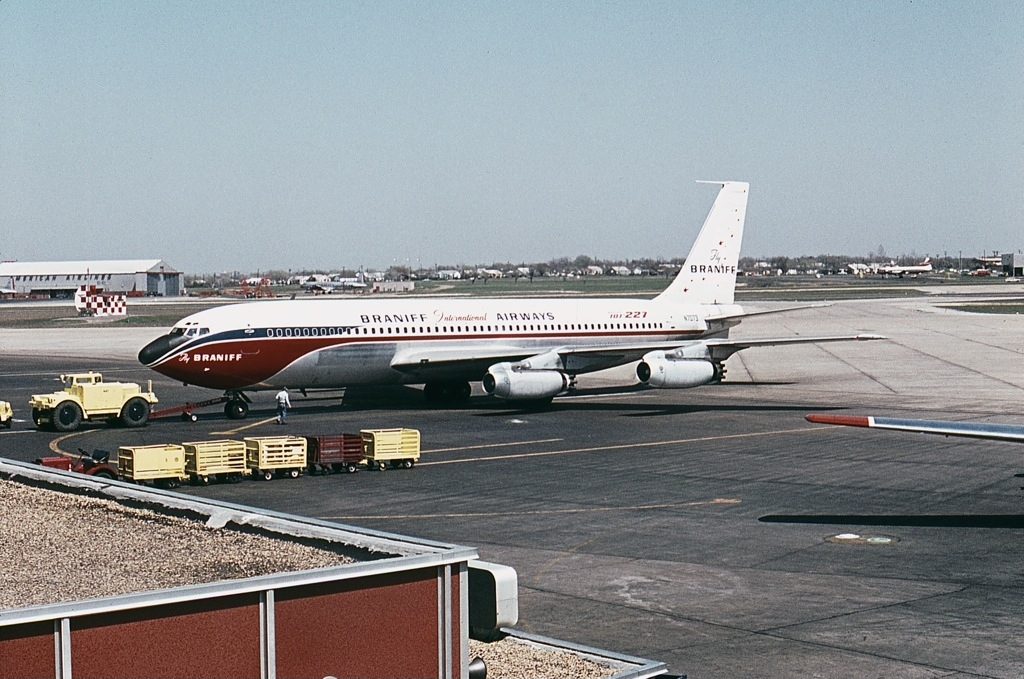
布蘭尼夫國際航空是707-220的唯一用戶

波音707-220是為了能在高熱環境操作而設計，採用推力達15,800磅力的普惠JT4A-3引擎。此型號共生產了五架，但其中一架在測試時墜毀，餘下四架全數交付給布蘭尼夫國際航空；首架於1959年12月投入服務。

### 707-320

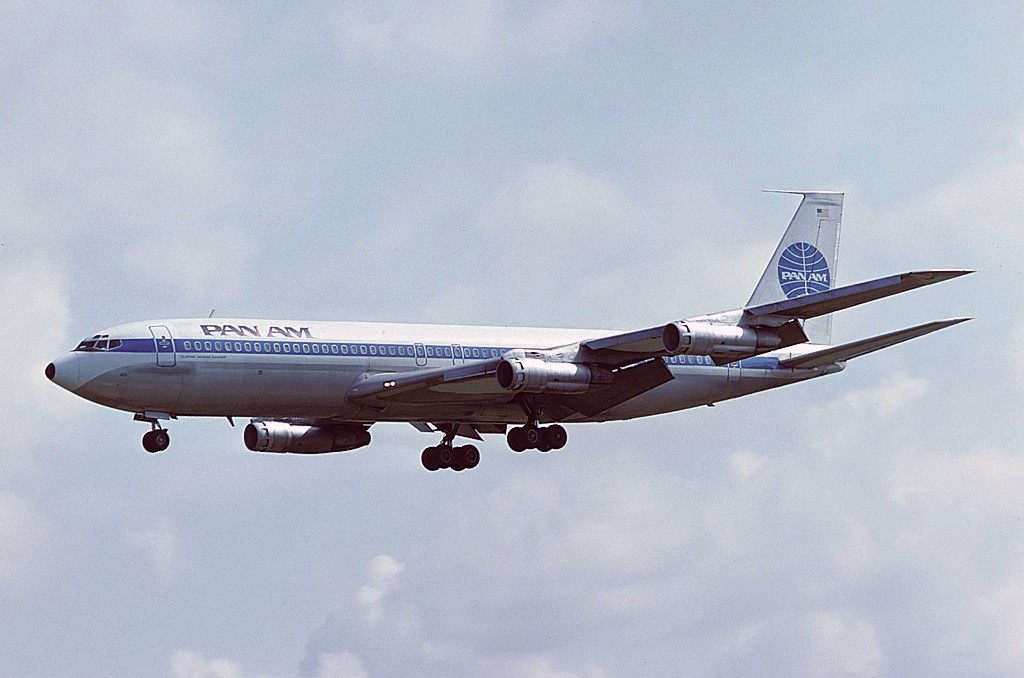
泛美航空的707-320B

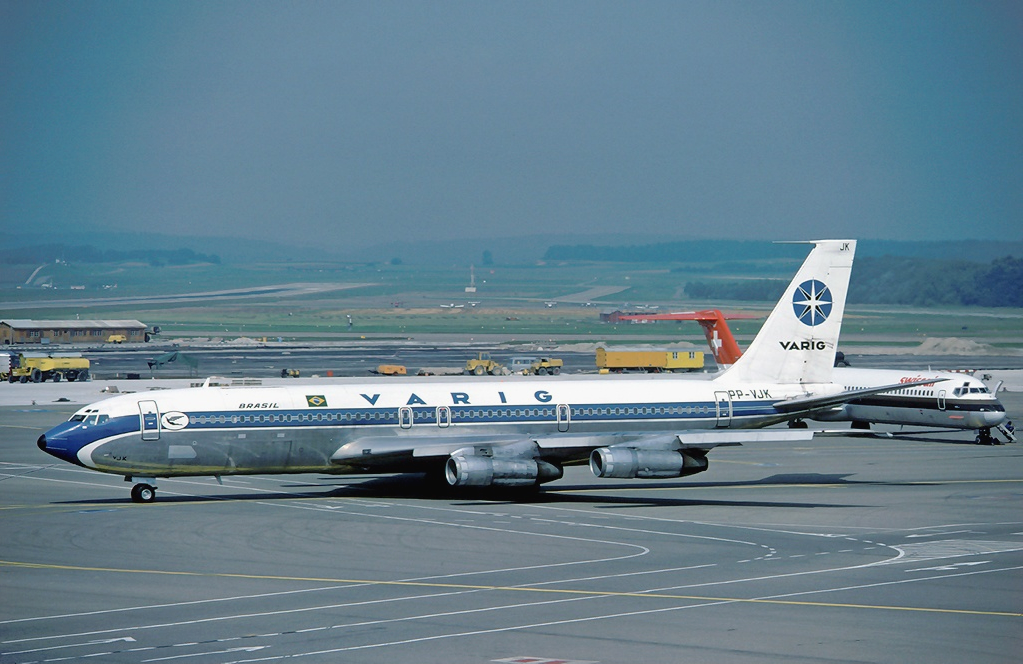
里約格朗德航空的707-320C，機身兩側逃生門比-320各多出一道

波音707-320洲際型是-120的機身延長型，機身延長了2.07米，翼展增加3.53米，最大起飛重量為302,000磅，燃油容量增加至21,200加侖。飛機採用達15,800磅力的普惠JT4A-3或4A-5發動機，最大載客量增加至189人。首飛於1958年1月11日進行，共生產了69架。
波音707-320B改用更具燃油效益的普惠JT3D引擎，並在機翼上作出修改，包括增加了翼展、鋸齒型機翼前緣，最大起飛重量增至328,000磅。174架-320B均是全新生產的，沒有一架是從-320改裝而成，首架-320B於1962年6月在泛美航空投入服務。波音707-320B Advanced是-320B的升級型，採用三段式前緣缝翼，降低了起飛和降落速度，不再需要配置機腹後翼（ventral fin）。
波音707-320C是客貨變換型，是整個707系列中產量最多的型號，共生產了337架。-320C在320B的基礎上作出修改，強化了地板和增加貨艙門，採用三段式前緣缝翼，不再需要配置機腹後翼。大部分-320C均以客機身份交付，機身兩側各多了一道逃生門，使最大載客量增加至219人。最後一架-320C在1979年交付。

### 707-420

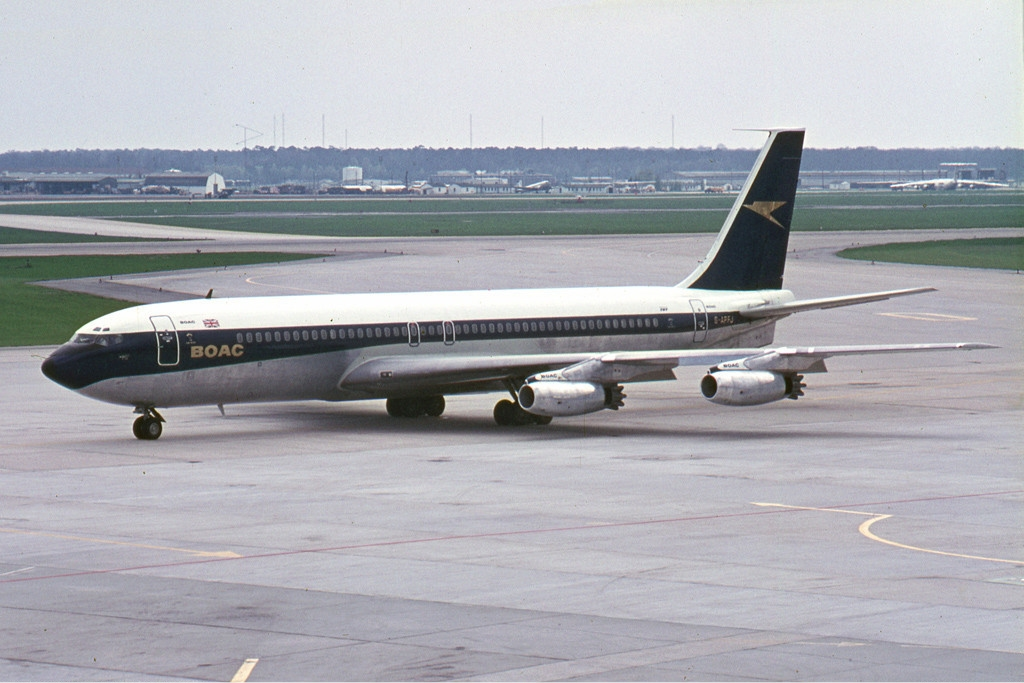
英國海外航空的707-420

波音707-420採用推力18,000磅力的勞斯萊斯康威引擎，啟始客戶為漢莎航空。雖然這型號採用比普惠引擎更具燃油效益的勞斯萊斯康威引擎，但只生產了37架，最後一架於1963年交付。

### 其它型號
波音曾提出適合用於短途航線的707-620，設計以-320B為基礎，載客量約200人，計劃於1968年投入服務。707-620是波音對DC-8-60的回應，一架-620預計售價約800萬美元。但工程師發現如果延長機身和機翼，他們需要再重新設計機翼和起落架結構。經過考量後，工程師喬·薩特認為不值得再在707投入那麼多金錢，因此計劃於1966年取消，把經費放在波音747。
波音707-700是一款試驗機型，由CFM國際測試CFM56引擎用於707的可行性，及可能在現有飛機上進行改裝。在1979年測試完畢後，最後一架波音707（註冊編號N707QT）改裝為707-320C，交付給摩洛哥皇家空軍用作加油機（後改為行政專機）。波音認為這計劃會影響波音757及767的銷售便放棄了，但測試所得的資料後來用於為美軍的KC-135空中加油機，以及部分軍用版本的707改裝採用CFM56引擎。
波音707-820是以-320B為基礎的機身延長洲際型，採用普惠JT3D-15引擎，翼展增加10英尺。當時提出了兩種方案，分別是707-820(505)和707-820(506)。505是把機身加長45尺，使兩級座艙下載客量提升至209人；而506則是把機身加長55尺，使載客量提升至225人。707-820亦是對DC-8-60增長型的回應，在1965年初提出，目標是美航、泛美、英國海外航空和環球航空，一架-820預計售價約1,000萬美元。-820的命運與-620一樣，延長機身和機翼需要再重新設計新的機翼和起落架，因此計劃在1966年便告吹。

### 其他用途

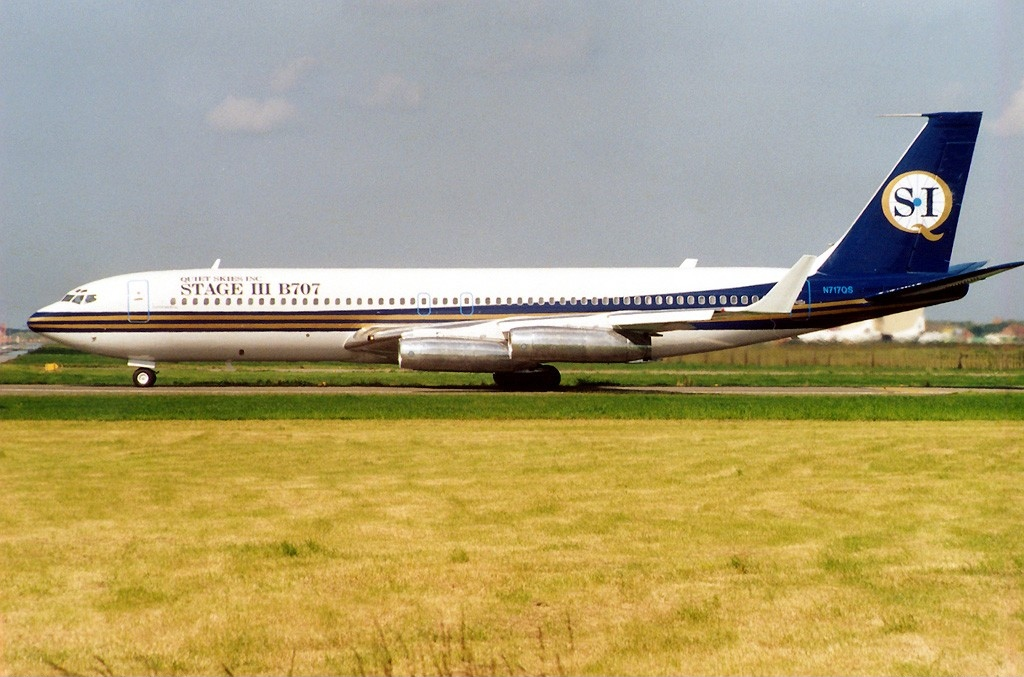
一架用於降噪試驗的707-320B裝上了翼尖小翼和引擎消音組件（hush kit）

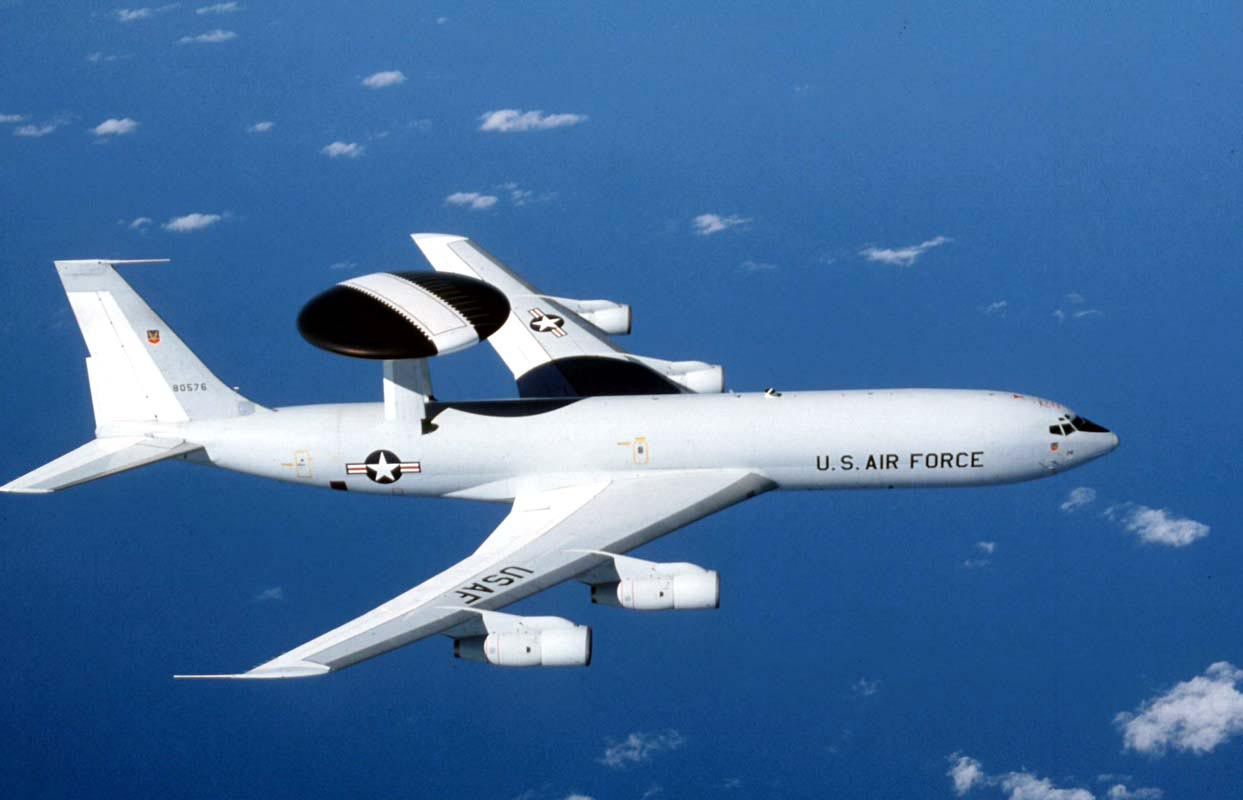
美國空軍E-3空中預警機

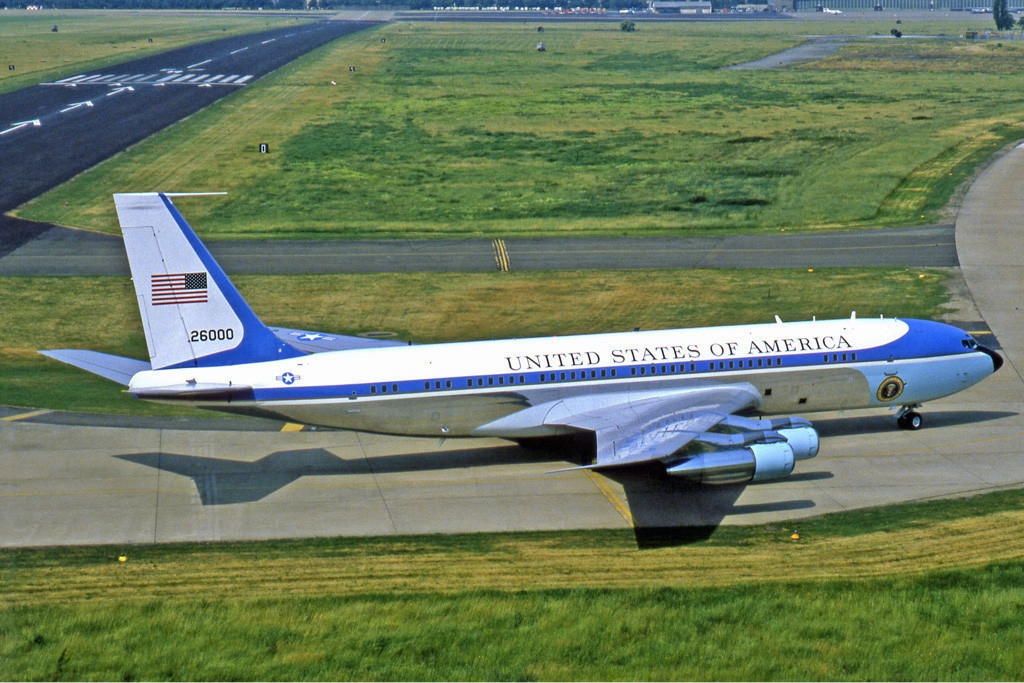
曾有兩架707-320B（SAM 26000及SAM 27000）先後改裝為空軍一號

波音707亦衍伸出數種軍用機型。波音E-3哨兵型預警機便是基於波音707-320B Advanced的機身結構，再加裝雷達與其他電子設備而成的。美國空軍除了E-3預警機之外，E-6空中管制機，以及E-8指揮機也都是基於707-320的機身結構（E-6中繼機生產至1991年，成為最後一款出廠的波音707，以及唯一一款在出廠時已改用CFM56引擎的同款飛機）。
此外，707亦被二十多個國家用作政府專機，包括阿根廷、加拿大、德國、葡萄牙、西班牙和美國等，有些是從軍事型號改裝，有些則從民航機改裝。中華民國是唯一一個使用波音720作總統專機的國家，直到1990年代中才退役。多哥、阿拉伯聯合大公國和剛果共和國曾以720民航機用作政府專機。
而波音707的姊妹機種C-135運輸機和KC-135空中加油機的波音研發代號為717，而波音收購麥道公司後把麥道研發中的MD-95重新包裝，MD-95改稱為波音717。此外，美國、巴西及以色列等國空軍亦曾購入一些二手波音707，並直接改裝為與KC-135大致相同的空中加油機。但是，該等機種獲另外授予KC-137型號，而飛機本身的窗戶並無封閉。至於德國聯邦國防軍空軍的波音707專機，本身亦具備空中加油功能。
此外，美商Omega空中加油服務公司亦購入了一架波音707，並將其改裝為空中加油機。
而在1980年代中，中国人民解放军空军亦曾打算從引進二手的波音707，在配備英國製造的Mk 32型加油吊艙後成為空中加油機。然而，此方案最後因國際政治因素而放棄。

## 重大意外
截至2011年5月，共有170架波音707發生全機損耗意外，共有2,736人在這些意外中罹難。首次墜機意外便在1959年10月發生，布蘭尼夫國際航空驗機時因為荷蘭滾問題引致意外，機上四人罹難。
而第一架量產且交機的波音707，註冊編號N708PA，則毀於1965年9月17日泛美航空292號班機空難。
兩次最嚴重的707空難均為皇家約旦航空。1973年1月22日，註冊編號JY-ADO的707-3D3C「佩特拉號」，從吉達飛往拉哥斯，機上載有202名朝覲者。由於天氣惡劣，班機被迫改降卡諾市。飛機降落時發生意外，造成176名旅客及6名機組人員罹難。1975年8月3日，註冊編號JY-AEE的707-321C，替摩洛哥皇家航空執行包機航班，從巴黎飛往阿加迪爾。飛機下降時比預定高度低，導致飛機撞山，機上188人全數罹難，是波音707最嚴重的意外。
波音707亦遭受到數次恐怖襲擊。1970年9月13日道森機場劫機事件，解放巴勒斯坦人民阵线劫機並炸了兩架波音707客機及另外三架客機，並炸毀其中三架。中東航空共擁有32架波音707，其中14架在服役期間報廢，當中只有一架是因為飛行意外而報廢，其它飛機則被戰火摧毀。1978年4月20日，大韓航空的707-321B因誤闖蘇聯領空而被攔截迫降，造成兩人死亡，九年後大韓航空另一架707-3B5C被朝鮮特工金賢姬炸毀，導致115人死亡。
2019年1月14日，一架伊朗軍方租給薩哈航空操作的707貨機在伊朗德黑蘭墜毀，機上15人罹難1人生還。

## 性能規格

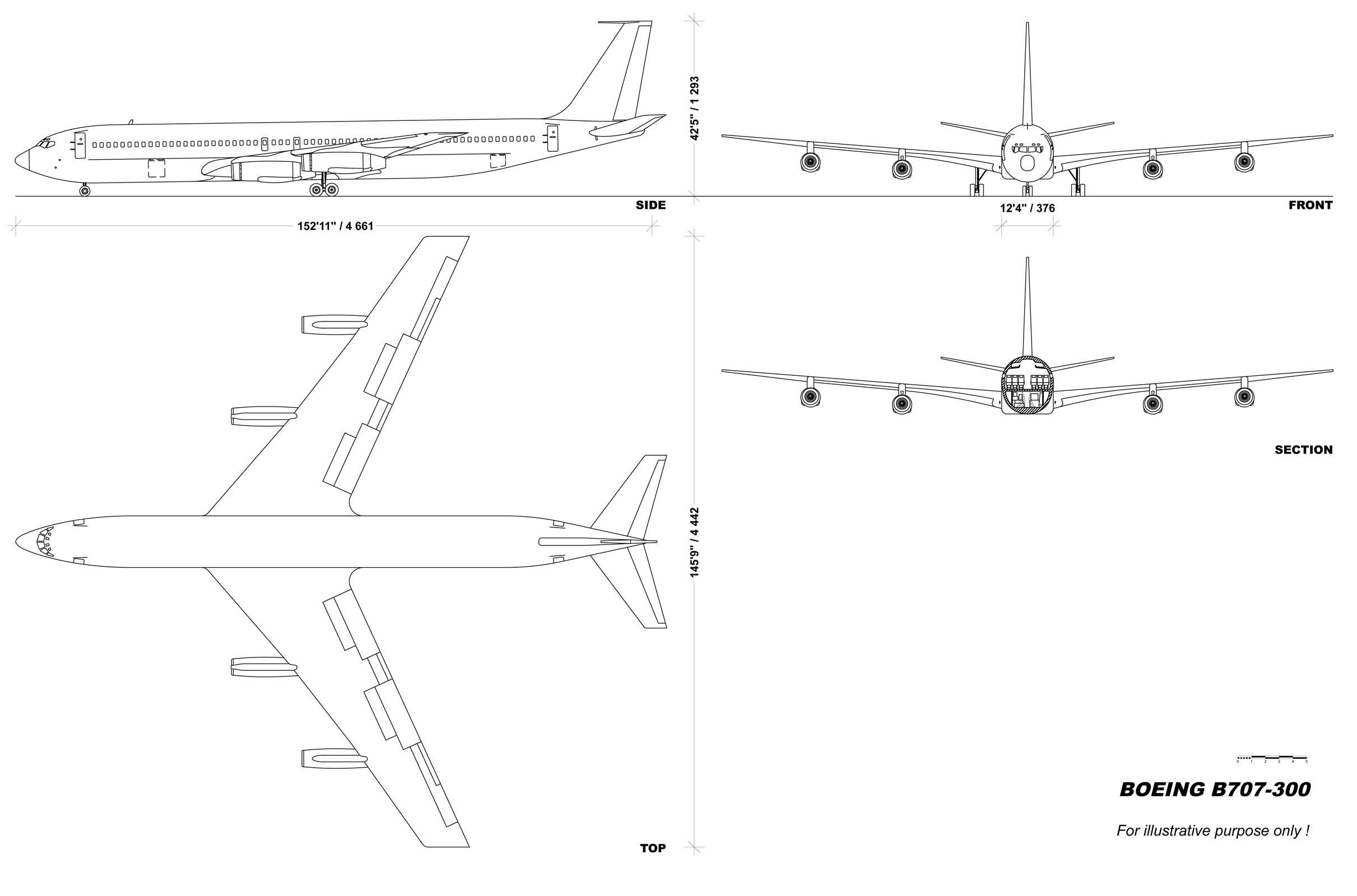
Boeing 707-300

Boeing 720

|                       | 707-020 (720)                                                                           | 707-020B (720B)                                                                         | 707-100                                                                                 | 707-100B                                                                                | 707-300/-400                                                                            | 707-300B                                                                                | 707-300C                                                                                |
| --------------------- | --------------------------------------------------------------------------------------- | --------------------------------------------------------------------------------------- | --------------------------------------------------------------------------------------- | --------------------------------------------------------------------------------------- | --------------------------------------------------------------------------------------- | --------------------------------------------------------------------------------------- | --------------------------------------------------------------------------------------- |
| 機組人員              | 洲内航線：3人（主、副驾驶；飞行工程师） 洲際航線：4人（主、副驾驶；飞行工程师；领航员） | 洲内航線：3人（主、副驾驶；飞行工程师） 洲際航線：4人（主、副驾驶；飞行工程师；领航员） | 洲内航線：3人（主、副驾驶；飞行工程师） 洲際航線：4人（主、副驾驶；飞行工程师；领航员） | 洲内航線：3人（主、副驾驶；飞行工程师） 洲際航線：4人（主、副驾驶；飞行工程师；领航员） | 洲内航線：3人（主、副驾驶；飞行工程师） 洲際航線：4人（主、副驾驶；飞行工程师；领航员） | 洲内航線：3人（主、副驾驶；飞行工程师） 洲際航線：4人（主、副驾驶；飞行工程师；领航员） | 洲内航線：3人（主、副驾驶；飞行工程师） 洲際航線：4人（主、副驾驶；飞行工程师；领航员） |
| 載客量                | 149                                                                                     | 149                                                                                     | 179                                                                                     | 179                                                                                     | 189                                                                                     | 189                                                                                     | 219                                                                                     |
| 長度                  | 136尺2寸                                                                                | 136尺9寸                                                                                | 144尺6寸                                                                                | 145尺1寸                                                                                | 152尺11寸                                                                               | 152尺11寸                                                                               | 152尺11寸                                                                               |
| 翼展                  | 130尺10寸                                                                               | 130尺10寸                                                                               | 130尺10寸                                                                               | 130尺10寸                                                                               | 142尺5寸                                                                                | 145尺9寸                                                                                | 145尺9寸                                                                                |
| 尾翼高                | 41尺5寸                                                                                 | 41尺2寸                                                                                 | 38尺8寸                                                                                 | 41尺8寸                                                                                 | 42尺2寸                                                                                 | 42尺1寸                                                                                 | 42尺                                                                                    |
| 最大起飛重量 （MTOW） | 229,300磅                                                                               | 234,300磅                                                                               | 247,000磅                                                                               | 257,000磅                                                                               | 312,000磅                                                                               | 333,600磅                                                                               | 333,600磅                                                                               |
| 空機重量              | 110,800磅                                                                               | 115,000磅                                                                               | 109,700磅                                                                               | 127,500磅                                                                               | 142,600磅                                                                               | 148,800磅                                                                               | 148,300磅                                                                               |
| 最大起飛重量所需跑道  | 8,300尺                                                                                 | 8,300尺                                                                                 | 10,200尺                                                                                | 7,500尺                                                                                 | 10,700尺                                                                                | 10,000尺                                                                                | 10,000尺                                                                                |
| 燃油量                | 16,060 US gal                                                                           | 16,130 US gal                                                                           | 13,478 US gal                                                                           | 17,330 US gal                                                                           | 23,820 US gal                                                                           | 23,855 US gal                                                                           | 23,855 US gal                                                                           |
| 降落所需跑道          | 5,750尺                                                                                 | 5,750尺                                                                                 | 6,000尺                                                                                 | 6,500尺                                                                                 | 7,200尺                                                                                 | 5,900尺                                                                                 | 6,200尺                                                                                 |
| 滿載航程              | 3,600海里                                                                               | 3,600海里                                                                               | 2,720海里                                                                               | 3,600海里                                                                               | 3,750海里                                                                               | 5,000海里                                                                               | 2,900海里                                                                               |
| 最大航程              | 3,800海里                                                                               | 3,800海里                                                                               | 3,750海里                                                                               | 4,100海里                                                                               | 4,320海里                                                                               | 5,800海里                                                                               | 3,300海里                                                                               |
| 巡航速度              | 607英里/小時                                                                            | 607英里/小時                                                                            | 607英里/小時                                                                            | 607英里/小時                                                                            | 607英里/小時                                                                            | 607英里/小時                                                                            | 607英里/小時                                                                            |
| 機身寬度              | 148英寸                                                                                 | 148英寸                                                                                 | 148英寸                                                                                 | 148英寸                                                                                 | 148英寸                                                                                 | 148英寸                                                                                 | 148英寸                                                                                 |
| 發動機（4具）         | 普惠JT3C-7                                                                              | 普惠JT3D-1                                                                              | 普惠JT3C-6                                                                              | 普惠JT3D-3                                                                              | -300：普惠JT4A-11/-12 -400：羅爾斯·羅伊斯康威508                                        | 普惠JT3D-3/-7                                                                           | 普惠JT3D-3/-7                                                                           |
| 推力（每具）          | 12,000磅力 13,700磅力（注水后）                                                         | 18,000磅力                                                                              | 11,200磅力 13,000磅力（注水后）                                                         | 18,000磅力                                                                              | 普惠JT4A： 15,800磅力 17,500磅力（注水后） 羅爾斯·羅伊斯康威508 17,500磅力              | 19,000磅力                                                                              | 19,000磅力                                                                              |

資料來源：

## 交付數量

### 年交付數量
| 1994 | 1993 | 1992 | 1991 | 1990 | 1989 | 1988 | 1987 | 1986 | 1985 | 1984 | 1983 | 1982 |
| ---- | ---- | ---- | ---- | ---- | ---- | ---- | ---- | ---- | ---- | ---- | ---- | ---- |
| 1    | 0    | 5    | 14   | 4    | 5    | 0    | 9    | 4    | 3    | 8    | 8    | 8    |
| 1981 | 1980 | 1979 | 1978 | 1977 | 1976 | 1975 | 1974 | 1973 | 1972 | 1971 | 1970 | 1969 |
| 2    | 3    | 6    | 13   | 8    | 9    | 7    | 21   | 11   | 4    | 10   | 19   | 59   |
| 1968 | 1967 | 1966 | 1965 | 1964 | 1963 | 1962 | 1961 | 1960 | 1959 | 1958 | 1957 | 1956 |
| 111  | 118  | 83   | 61   | 38   | 34   | 68   | 80   | 91   | 77   | 8    | 0    | 0    |

### 型號交付數量
| 型號     | 訂購 | 交付 |
| -------- | ---- | ---- |
| 707-120  | 56   | 56   |
| 707-120B | 72   | 72   |
| 707-138  | 7    | 7    |
| 707-138B | 6    | 6    |
| 707-220  | 5    | 5    |
| 707-320  | 69   | 69   |
| 707-320B | 174  | 174  |
| 707-320C | 337  | 337  |
| 707-420  | 37   | 37   |
| 707-E3A  | 61   | 61   |
| 707-E3D  | 7    | 7    |
| 707-E6A  | 17   | 17   |
| 707-KE3  | 8    | 8    |
| 720-000  | 65   | 65   |
| 720-000B | 89   | 89   |
| 總計     | 1010 | 1010 |

資料來源：

## 相關機型

### 波音產品線
- B707 - B717 - B720 - B727 - B737 - B747 - B757 - B767 - B777 - B787

### 類似機型
- 運-10：中國在20世紀70年代曾以波音707为目标自行研製了運-10，但最終未成功。
- DC-8：由道格拉斯公司研製，波音707的最大競爭對手，1972年停產，被DC-10取代。
- 康维尔880
- 康维尔990

## 外部連結
- Boeing 707 family on Boeing.com （页面存档备份，存于）
- Boeing 707 page on Aviation-History.com （页面存档备份，存于）
- Boeing 707 page on Airliners.net （页面存档备份，存于）
- Boeing 707 page on AviationHistoryOnline.com
- Boeing 707 page on Aircraft-Info.net
- A proposed double-decker design for the 707
- Detailed guide to all variants of the 707/720, including exemplary pictures （页面存档备份，存于）